# 帕特南縣 (西維吉尼亞州)
帕特南縣（英語：Putnam County）是美国西維吉尼亞州西部的一個縣，面積908平方公里。根據2020年美國人口普查，共有人口57,440人。縣治溫菲爾德（Winfield）。該縣成立於1848年，縣名紀念七年战争和美國獨立戰爭英雄伊斯雷尔·帕特南。